# Orsovai-hegység
Az Orsovai-hegység (románul: Munții Cernei) egy hegység Románia területén, a Bánsági-hegyvidékben. A Nyugati-Kárpátokban fekszik, de gyakran az egész Bánsági-hegyvidékkel együtt a Déli-Kárpátokhoz sorolják.
A hegység legmagasabb pontja a Nagy-Szvinica 1224 méteres magasságával.
Főként kristályos-metamorf kőzetekből áll, mint a pala, fillit, gránit vagy a gneisz. Ezekre a kőzetekre foltokban földtörténeti ó- és középkori üledékek rakódtak. A mészköveken karsztos formakincs is kialakult. A hegység területén jelentősen elterjedt a feketekőszén, az azbeszt, valamint a kaolinit bányászata.